# 1989 v dopravě
Tento článek obsahuje seznam událostí souvisejících s dopravou, které proběhly roku 1989.

## Leden
- 18. ledna

 Prototypová elektrická lokomotiva 169.001 odvezla svůj první pravidelný vlak na trati Praha – Benešov.

## Srpen
- 18. srpna

 Zprovozněna tramvajová linka v Moločném.
- 24. srpna

 V Banské Bystrici začíná fungovat trolejbusová síť.

## Září
- 29. září

 Na dálnici D5 byl uveden do provozu 9 km dlouhý úsek Králův Dvůr – Bavoryně, jenž odvedl tranzitní dopravu zejm. z centra Zdic. Jednalo se o poslední dálniční úsek zprovozněný před sametovou revolucí. Celková délka dálnic v ČR tehdy činila 335 km.

## Listopad
- 10. listopadu

 Byla zničena lokomotiva 350.009 ČSD, která v čele rychlíku „Balt-Orient“ najela v zastávce Nové Kopisty do stojícího osobního vlaku.
- 15. listopadu

 Otevřen úsek metra v Nižním Novgorodě mezi stanicemi Komsomolskaja – Park Kultury; jednalo se o úsek s celkem dvěma stanicemi, na jihu města.

## Prosinec
- 5. prosince 1989
  -  Elektrizována železniční trať Most – Chomutov a na ni navazující úsek Chomutov – Kadaň.

- 18. prosince

   Železniční správy Velké Británie (British Rail), Belgie (SNCB), Francie (SNCF) podepsaly s konsorciem výrobců železničních vozidel Transmanche Super Train Group, vedeným firmou GEC Alsthom, kontrakt na dodávku 31 vlaků typu TGV Eurostar.
- 31. prosince

 Otevřena stanice metra Krylatskoje v Moskvě.
- 31. prosince

 Otevřen první úsek linky Syrecko-Pečerska v Kyjevě.

## Neurčené datum
ČKD Tatra Smíchov dodala do pražské tramvajové sítě první rychlodrážní tříčlánkové tramvaje typu KT8D5. Tyto tramvaje se objevily ještě téhož roku i v Ostravě.
 Škoda Ostrov nad Ohří začíná vyrábět kloubový trolejbus Škoda 15Tr.
 Magnetická dráha v Berlíně začíná přepravovat první cestující.
 V Paříži se začalo s budováním čtrnácté linky metra, dnes známé hlavně díky svému automatickému provozu.